# Aufbau (journal)
Aufbau est un journal germanophone fondé par des Allemands juifs en 1934 et publié à New York jusqu'en mars 2004. Fin 2004, Jüdische Medien AG à Zurich acquiert les droits d'édition et publie Aufbau sous une nouvelle forme en tant que magazine mensuel depuis février 2005.

## Histoire
En 1924, des immigrants juifs fondent le German Jewish Club à New York pour cultiver des efforts spirituels et promouvoir l'amitié et la sociabilité. Début 1933, un German Jewish Club of 1933, indépendant, est fondé à Los Angeles ; sa raison sociale est plus caritative. Le premier président du club était le paysagiste Theodor Löwenstein, le concepteur du jardin de la maison de Thomas Mann à Pacific Palisades. Thomas Mann lui-même est membre honoraire du club. Le German Jewish Club of 1933 aide ses membres à choisir une carrière, conseille les nouveaux venus et organise des soirées de conférences, des concerts, des représentations théâtrales, des cours de sport et des séminaires artistiques. Après le déclenchement de la Seconde Guerre mondiale, les noms des deux clubs juifs sont modifiés en 1940 pour des raisons psychologiques : Le club californien supprime le mot « allemand » de son nom, et le club de New York s'appelle désormais le « New World Club ».
Le 1er décembre 1934, Aufbau paraît pour la première fois en tant que journal initialement gratuit du German Jewish Club à New York. À partir de l'édition du 5 septembre 1941, le supplément bimensuel Die Westküste sort avec Aufbau pour les lecteurs de Californie, de l'Oregon et de Washington. En 1941, le Jewish Club of 1933 abandonne son précédent organe Neue Welt et publie à la place la chronique bihebdomadaire Jewish Club of 1933 avec le numéro d’Aufbau le 17 octobre 1941.
Fondé par des émigrants allemands et autrichiens en tant que forum, plate-forme culturelle et porte-voix, Aufbau devient l'organe, la principale source d'information et le point de contact le plus important pour les juifs germanophones et les autres réfugiés qui ont fui aux États-Unis à l'époque nazie. Les membres du comité de rédaction sont parfois des personnalités telles qu'Albert Einstein, Thomas Mann et Stefan Zweig. Le rédacteur en chef est Manfred George, qui assure une publication hebdomadaire. L'un des cofondateurs en 1934 et plus tard un éditeur de longue date est le docteur Norbert Goldenberg (1909–1974) de Groß-Felda. Pendant la Seconde Guerre mondiale, le tirage atteint la barre des 100 000 exemplaires.
Les contributeurs les plus connus sont Hannah Arendt, Max Brod, Martin Buber, Lion Feuchtwanger, Oskar Maria Graf, Kurt Grossmann, Heinrich Eduard Jacob, Thomas Mann, Ludwig Marcuse, Hertha Pauli, Pem, Alfred Polgar, Curt Riess, Hans Sahl, Will Schaber, Gershom Scholem, Helmut Kuhn et Carl Zuckmayer. Rainer Meyer est l'un des derniers.
Le tirage chute à environ 2 500 exemplaires en 2003. En mars 2004, Aufbau doit arrêter sa publication pour des raisons financières.
Tous les articles publiés entre 1934 et 1950 sont mis en ligne sous forme numérisée par la Bibliothèque nationale allemande en juin 2004. Une partie du mobilier du bureau de New York, les archives photos et la documentation sur les programmes de visite des villes et communautés allemandes pour les anciens citoyens juifs se trouvent au Musée juif de Berlin.
Fin 2004, la maison d'édition zurichoise Jüdische Medien AG acquiert les droits d'édition du journal et ses archives. À l'époque, la maison d'édition appartient à l'investisseur suisse René Braginsky et à son épouse Susanne, ainsi qu'à la famille Hagemann. Depuis le début du mois de février 2005, Aufbau paraît à Zurich sous la direction du rédacteur en chef Yves Kugelmann sous une toute nouvelle forme de magazine mensuel. Andreas Mink, qui était le dernier rédacteur en chef de l'ancien Aufbau, reprend le bureau new-yorkais du nouveau Aufbau. La maison d'édition Jüdische Medien AG publie également le magazine Tachles. L'adresse et la rédaction sont les mêmes que Tachles. Jusqu'en 2015, Aufbau paraît chez Serenada AG sous la direction de Susanne Braginsky, en avril 2015 Braginsky le cède à Jüdische Medien AG « dans le cadre d'un plan de succession à long terme ». Dès 2014, le cycle de publication passe en bimensuel, avec six numéros par an.
Le déménagement en Europe doit prendre en compte le changement de situation de la communauté juive en Allemagne depuis 1989, auquel le lectorat international de la langue allemande montre également de l'intérêt. Le magazine représente des approches pluralistes, humanistes et universalistes.